# 5windows
『5windows』（ファイブウィンドウズ）は、2012年10月27日公開の日本映画。

## 概要
横浜・黄金町を舞台とした5本の短編を撮影。ある夏の午後の男女4人の目線で語る4本を屋外の4か所で上映後、最後の5話目を映画館で上映するという企画の元に作られた映画。
『嘘つきみーくんと壊れたまーちゃん』の瀬田なつきが監督を務めた。
舞台である横浜のほか、吉祥寺・仙台でも屋外上映され、劇場公開を記念して渋谷でも屋外上映が行われた。

## ストーリー
ある夏の日の横浜黄金町、リク・トモオ・ヨシクラ・ユキ、彼らの交錯する瞬間を描いた数分の映像。
すれ違う4人の、複雑に交差する、過去や未来、幻想、記憶、そして現在・・・。

## キャスト
- 中村ゆりか[1][2][2][3][4][5] - リク 役
- 斉藤陽一郎[1][2][3][4][5]
- 長尾寧音[1][2][3][4][5] - ユキ 役
- 染谷将太[1][2][3][4][5]

## スタッフ
- 監督・脚本・編集 - 瀬田なつき[1][2][6][7][8]
- 撮影・制作 - 佐々木靖之[1][2][6][7][8]
- 録音・整音 -藤口諒太[1][6][7][8]
- 音楽 - 蓮沼執太[1][2][6]
- ラインプロデューサー - 汐田海平[1][7][8]
- 助監督 - 平田大輔[1][7][8]
- メイク - 長窪美恵[1][7][8]
- 監督助手 - 星悠平・田添裕也[1]
- 撮影助手 - 斎藤亮太郎[1]
- 制作助手 - 大沢雄城・林雄太郎[1]
- メイク応援 - 小渕彰子[1]